# Jef Van de Fackere

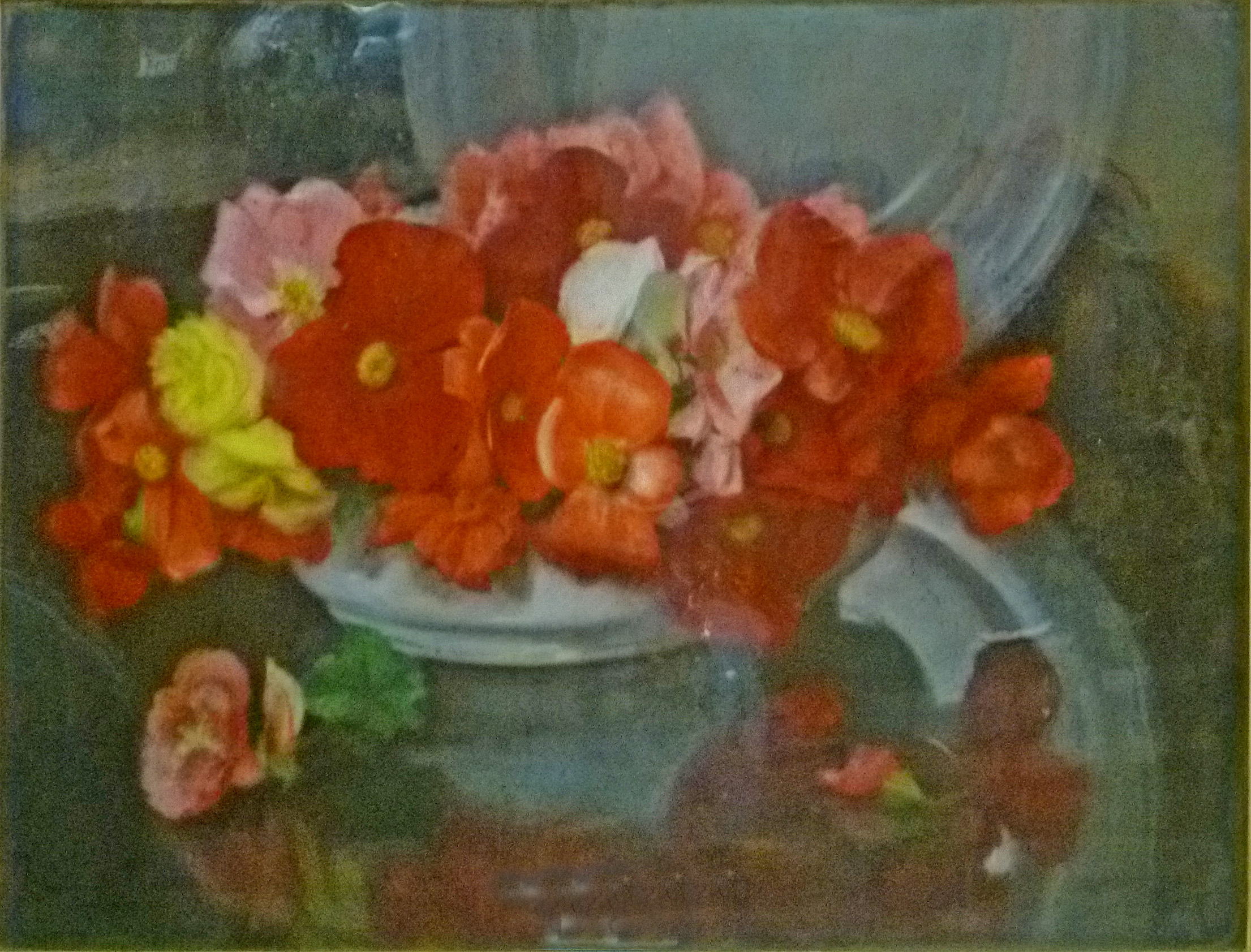
Begonie, collezione privata

Joseph Van de Fackere, detto Jef (Bruges, 30 ottobre 1879 – Bruges, 13 ottobre 1946), è stato un pittore belga.

## Biografia

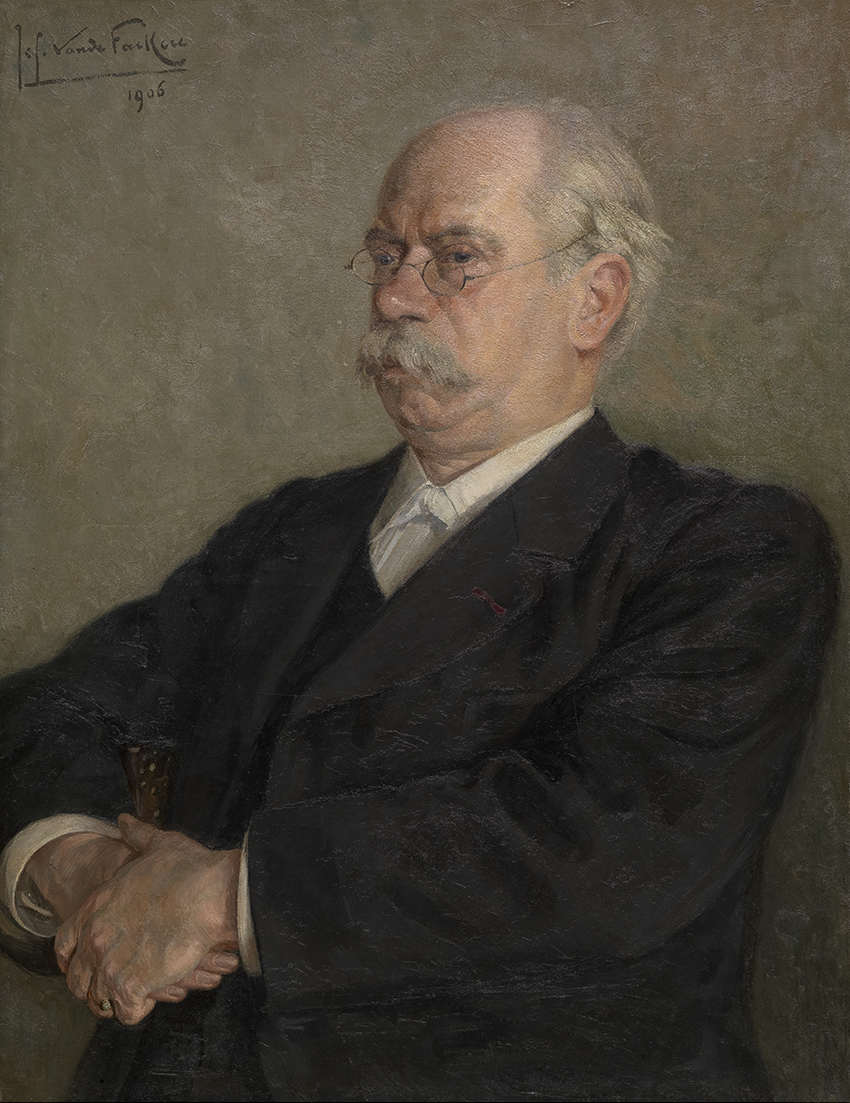
Ritratto di Julius Sabbe, 1906, museo Groeninge di Bruges

Egli fu uno studente all'accademia di Bruges (presso Pierre Raoux ed Edmond Van Hove). Nel 1904 divenne un insegnante di disegno e pittore presso l'accademia municipale bruggese. Egli diede anche delle lezioni private nella sua casa di Bruges, che sorgeva presso il Gulden-Vlieslaan. In seguito mise su uno studio di pittura ad Assebroek, lungo la Daverlostraat. Nel 1918 fondò una scuola per le donne.
Egli dipingeva per lo più dei ritratti, delle scene di genere, delle figure e delle nature morte di fiori. Ritrasse, tra gli altri, Stijn Streuvels e Hugo Verriest, ed era molto ricercato per i ritratti di bambini.
Fu un membro del circolo artistico bruggese (Cercle Artistique Brugeois), con il quale espose le sue opere una volta all'anno tra il 1904 e il 1926. In diverse occasioni, egli espose delle opere da solo, come alla galleria San Salvador.

## Opere nelle collezioni pubbliche
La maggior parte delle opere di Van de Fackere si trovano in delle collezioni private e finiscono spesso nel mercato dell'arte. Eppure, ci sono alcuni quadri che si possono trovare nei musei:
- Bruges, museo Groeninge: "Ritratto di Julius Sabbe",[4] "Ritratto di Louis Vanderborght", "Peonie",[4] "I vecchi mobili".
- Ostenda, Mu.ZEE: "Donna col cesto", "Pescatore di anguille" (entrambi realizzati a pastello).